# Saint-Martin-le-Vieil

Saint-Martin-le-Vieil este o comună în departamentul Aude din sudul Franței. În 1 ianuarie 2022 avea o populație de 214 de locuitori.